# Gall-gallet
El gall-gallet és un instrument musical aeròfon, de llengüeta simple batent i porta el nom de l'animal al qual intenta imitar. És construït amb fusta de sarments secs. Es tallen dues branques iguals i s'aplana amb el ganivet la part per on s'han d'ajuntar. Als extrems es deixa una rebava per col·locar-hi la llengüeta, de la mateixa pela de la fusta esmentada. Ajuntades ja les tres peces, es lliguen de cada cap. La grandària és, aproximadament, com la llargada de la boca. Per fer-lo sonar es posa horitzontalment als llavis i es bufa pel tall que ha quedat en aplanar les fustetes. Si la llengüeta ha estat ben col·locada, en sonar, imita el cant dels galls.
Antigament, per Nadal, era costum d'anunciar la Missa del gall amb aquest instrument de simulació, encara que en algunes parròquies es feia directament amb la boca o bé servint-se de la llengüeta d'una gralla. Imitaven prou bé el cant d'un gall jove, però com que sonava poc fort, no era gaire adient per tindre paper en la festa nadalenca i molt aviat va caure en desús. També era elaborat per la mainada com un estri per distreure's i entretindre's amb el so que parodiava el crit característic del gall, el quiquiriquic.